# Hazel (nome)
Hazel  è un nome proprio di persona inglese femminile.

## Varianti
- Femminili: Hazal[3], Hazell[3], Hazelle[3], Hazle[3]
  - Ipocoristici: Haze[1]

## Origine e diffusione

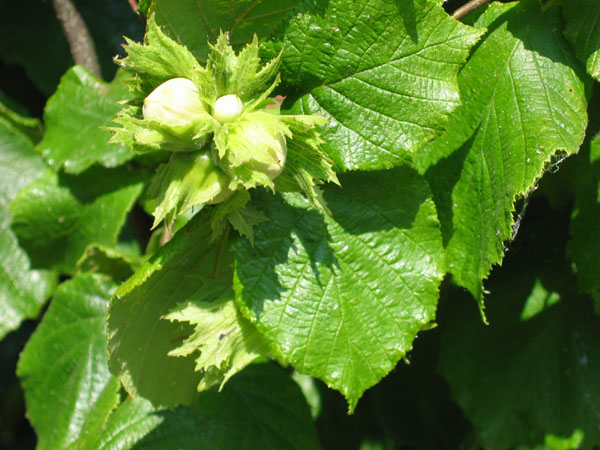
Foglie e frutti di nocciolo

Si tratta di un nome femminile moderno, coniato nel tardo XIX secolo a partire dal termine inglese hazel, che indica l'albero del nocciolo e anche il color nocciola. Va però notato che del nome Hazel si registra un uso al maschile anche precedente, è documentato nel XVIII secolo e all'inizio del XIX, nato probabilmente come ripresa del cognome inglese Hazel (anch'esso comunque derivato dall'albero).
Etimologicamente, questo vocabolo risale all'inglese antico hæsel o hæsl, a sua volta riconducibile, tramite il protogermanico khasalaz, alla radice protoindoeuropea *koselo- (sempre indicante l'albero).

## Onomastico
L'onomastico può essere festeggiato il 1º novembre, festa di Ognissanti, non essendovi sante con questo nome che è quindi adespota.

## Persone
- Hazel Abel, politica statunitense
- Hazel Brooks, attrice sudafricana

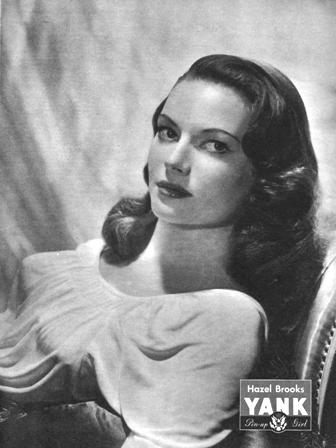
Hazel Brooks

- Hazel Buckham, attrice statunitense
- Hazel Court, attrice inglese
- Hazel Findlay, alpinista britannica
- Hazel Forbes, ballerina e attrice statunitense
- Hazel Hawke, scrittrice australiana
- Hazel Heald, scrittrice statunitense
- Hazel Neason, attrice e sceneggiatrice statunitense
- Hazel O'Connor, cantante e attrice britannica
- Hazel O'Leary, politica e avvocata statunitense
- Hazel Robson, atleta britannica
- Hazel Scott, musicista, cantante, attrice e attivista trinidadiana naturalizzata statunitense

## Il nome nelle arti
- Hazel è il nome inglese del personaggio Disney Nocciola.
- Hazel è un personaggio dei cartoni animati dei Looney Tunes.
- Hazel è un personaggio del romanzo di Leander Deeny Gli incubi di Hazel.
- Hazel è un personaggio della serie televisiva Le sorelle fantasma.
- Hazel è un personaggio della serie a fumetti Sandman.
- Hazel è un personaggio del film del 1915 The Fable of Hazel's Two Husbands and What Became of Them, diretto da Richard Foster Baker.
- Hazel è un personaggio del film del 1924 The Garden of Weeds, diretto da James Cruze.
- Hazel è un personaggio del film del 2008 Synecdoche, New York, diretto da Charlie Kaufman.
- Hazel Cairn è un personaggio del film del 2007 Joshua, diretto da George Ratliff.
- Hazel Dubkins è un personaggio del film del 1992 Basic Instinct, diretto da Paul Verhoeven.
- Hazel Frost è un personaggio dei fumetti Marvel Comics.
- Hazel Kirke è un personaggio dell'omonimo film del 1916.
- Hazel Grace Lancaster è un personaggio del romanzo di John Green Colpa delle stelle.
- Hazel Levering è un personaggio del film del 1956 Al centro dell'uragano, diretto da Daniel Taradash.
- Hazel Levesque è un personaggio della serie di romanzi Eroi dell'Olimpo, scritta da Rick Riordan.
- Hazel Meade è un personaggio del romanzo di Robert Heinlein La Luna è una severa maestra.
- Hazel Niles è un personaggio dell'opera di Eugene Gladstone O'Neill Il lutto si addice ad Elettra.
- Hazel Scott è un personaggio del film del 1936 Pugno di ferro, diretto da John G. Blystone.
- Hazel Squires è un personaggio del film del 1966 La valle dell'orso, diretto da Joseph Pevney.
- Hazel Starr è un personaggio del film del 1996 Questa ragazza è di tutti, diretto da Sydney Pollack.
- Hazel Strong è un personaggio del romanzo di Edgar Rice Burroughs Il ritorno di Tarzan.
- Hazel Tyler è un personaggio della serie televisiva Queer as Folk.
- Hazel Wallace è un personaggio della serie televisiva Jack Frost.
- Hazel è un personaggio della serie televisiva The Umbrella Academy.
- Hazel Williams è un personaggio della serie televisiva Gossip Girl.